# Кидониес (дем Гревена)
Кидониес или Ванско (на гръцки: Κυδωνιές, катаревуса: Κυδωνίαι, до 1927 година Βαντσικό, Ванцико) е село в Република Гърция, дем Гревена, административна област Западна Македония.

## География
Селото е разположено на 910 m надморска височина на около 20 km северозападно от град Гревена. Землището му на север граничи с населишкото село Родохори (Радовища).

## История

### В Османската империя
В края на ХІХ век Ванско е гръцко християнско село в северния край на Гревенската каза на Османската империя. Според статистиката на Васил Кънчов през 1900 година във Ванско (Ванчико) живеят 450 гърци.
На Етнографската карта на Битолския вилает на Картографския институт в София от 1901 година Ванско е чисто гръцко село в Гревенската каза на Серфидженския санджак с 95 къщи.
Според статистика на Серфидженския санджак на гръцкото консулство в Еласона от 1904 година във Вандзикон (Βαντζικόν), Гревенска каза, живеят 445 гърци елинофони християни.

### В Гърция
През Балканската война в 1912 година в селото влизат гръцки части и след Междусъюзническата в 1913 година Ванско остава в Гърция.
През 1927 година името на селото е сменено на Кидониес.
| Име     | Име      | Ново име | Ново име | Описание                     |
| ------- | -------- | -------- | -------- | ---------------------------- |
| Тамбури | Ταμπούρι | Охиро    | Όχυρό    | връх СЗ от Кидониес (1008 m) |

| Година    | 1913 | 1920 | 1928 | 1940 | 1951 | 1961 | 1971 | 1981 | 1991 | 2001 | 2011 | 2021 |
| --------- | ---- | ---- | ---- | ---- | ---- | ---- | ---- | ---- | ---- | ---- | ---- | ---- |
| Население | 695  | 604  | 641  | 612  | 409  | 340  | 219  | 258  | 177  | 163  | 81   | 49   |